# Róbert Boženík
Róbert Boženík (Terchová, 18 novembre 1999) è un calciatore slovacco, attaccante dello Stoke City e della nazionale slovacca.

## Caratteristiche tecniche
È un centravanti.

## Carriera

### Club
Cresciuto nel settore giovanile dello Žilina, ha esordito in prima squadra il 13 settembre 2017 in occasione del match di Slovenský Pohár vinto 11-0 contro lo Závažná Poruba, trovando anche la prima rete in carriera.
Il 27 gennaio 2020 viene acquistato per 4 milioni di euro dal Feyenoord.
Nella stagione 2021-2022 è stato in prestito al Fortuna Düsseldorf.
Il 13 luglio 2022 passa in prestito al Boavista, al termine della stagione viene riscattato dalla squadra portoghese e firmando un contratto triennale.
Il 24 luglio 2025 viene ufficializzato il suo passaggio allo Stoke City, firmando un contratto valido fino al 2028.

### Nazionale
Il 16 ottobre 2018 ha esordito con la nazionale Under-21 slovacca disputando il match di qualificazione per gli Europei del 2019 perso 1-0 contro l'Irlanda del Nord. Segna il suo primo goal con la nazionale maggiore il 9 settembre 2019 in occasione del successo per 2-1 in casa dell'Ungheria.

## Statistiche

### Presenze e reti nei club
Statistiche aggiornate al 27 gennaio 2020.
| Stagione         | Squadra            | Campionato       | Campionato | Campionato | Coppe nazionali | Coppe nazionali | Coppe nazionali | Coppe continentali | Coppe continentali | Coppe continentali | Altre coppe | Altre coppe | Altre coppe | Totali | Totali |
| Stagione         | Squadra            | Comp             | Pres       | Reti       | Comp            | Pres            | Reti            | Comp               | Pres               | Reti               | Comp        | Pres        | Reti        | Pres   | Reti   |
| ---------------- | ------------------ | ---------------- | ---------- | ---------- | --------------- | --------------- | --------------- | ------------------ | ------------------ | ------------------ | ----------- | ----------- | ----------- | ------ | ------ |
| 2017-2018        | Žilina             | SL               | -          | -          | CS              | 2               | 1               | UCL                | -                  | -                  | -           | -           | -           | 2      | 1      |
| 2018-2019        | Žilina             | SL               | 32         | 13         | CS              | 7               | 2               | -                  | -                  | -                  | -           | -           | -           | 39     | 15     |
| 2019-gen. 2020   | Žilina             | SL               | 16         | 3          | CS              | 1               | 0               | -                  | -                  | -                  | -           | -           | -           | 17     | 3      |
| Totale Žilina    | Totale Žilina      | Totale Žilina    | 48         | 16         |                 | 10              | 3               |                    | -                  | -                  |             | -           | -           | 58     | 19     |
| gen.-giu. 2020   | Feyenoord          | ED               | 5          | 2          | CO              | 1               | 1               | UEL                | -                  | -                  | -           | -           | -           | 6      | 3      |
| 2020-2021        | Feyenoord          | ED               | 16         | 1          | CO              | 0               | 0               | -                  | -                  | -                  | -           | -           | -           | 16     | 1      |
| set. 2021        | Feyenoord          | ED               | 1          | 0          | CO              | 0               | 0               | UECL               | 5                  | 0                  | -           | -           | -           | 6      | 0      |
| Totale Feyenoord | Totale Feyenoord   | Totale Feyenoord | 22         | 3          |                 | 1               | 1               |                    | 5                  | 0                  |             | -           | -           | 28     | 4      |
| 2021-2022        | Fortuna Düsseldorf | 2BL              | 20         | 2          | CO              | 1               | 0               | -                  | -                  | -                  | -           | -           | -           | 21     | 2      |
| 2022-2023        | Boavista           | PL               | 23         | 4          | TP+CdL          | 1+3             | 0+0             | -                  | -                  | -                  | -           | -           | -           | 27     | 4      |
| 2023-2024        | Boavista           | PL               | 31         | 9          | TP+CdL          | 0+1             | 0+0             | -                  | -                  | -                  | -           | -           | -           | 2      | 1      |
| Totale Boavista  | Totale Boavista    | Totale Boavista  | 24         | 5          |                 | 5               | 0               |                    | -                  | -                  |             | -           | -           | 29     | 5      |
| Totale carriera  | Totale carriera    | Totale carriera  | 114        | 26         |                 | 17              | 4               |                    | 5                  | 0                  |             | -           | -           | 136    | 30     |

### Cronologia presenze e reti in nazionale
| Cronologia completa delle presenze e delle reti in nazionale ― Slovacchia | Cronologia completa delle presenze e delle reti in nazionale ― Slovacchia | Cronologia completa delle presenze e delle reti in nazionale ― Slovacchia | Cronologia completa delle presenze e delle reti in nazionale ― Slovacchia | Cronologia completa delle presenze e delle reti in nazionale ― Slovacchia | Cronologia completa delle presenze e delle reti in nazionale ― Slovacchia | Cronologia completa delle presenze e delle reti in nazionale ― Slovacchia | Cronologia completa delle presenze e delle reti in nazionale ― Slovacchia |
| Data                                                                      | Città                                                                     | In casa                                                                   | Risultato                                                                 | Ospiti                                                                    | Competizione                                                              | Reti                                                                      | Note                                                                      |
| ------------------------------------------------------------------------- | ------------------------------------------------------------------------- | ------------------------------------------------------------------------- | ------------------------------------------------------------------------- | ------------------------------------------------------------------------- | ------------------------------------------------------------------------- | ------------------------------------------------------------------------- | ------------------------------------------------------------------------- |
| 7-6-2019                                                                  | Trnava                                                                    | Slovacchia                                                                | 5 – 1                                                                     | Giordania                                                                 | Amichevole                                                                | -                                                                         | 46’                                                                       |
| 11-6-2019                                                                 | Baku                                                                      | Azerbaigian                                                               | 1 – 5                                                                     | Slovacchia                                                                | Qual. Euro 2020                                                           | -                                                                         | 71’                                                                       |
| 6-9-2019                                                                  | Trnava                                                                    | Slovacchia                                                                | 0 – 4                                                                     | Croazia                                                                   | Qual. Euro 2020                                                           | -                                                                         | 46’                                                                       |
| 9-9-2019                                                                  | Budapest                                                                  | Ungheria                                                                  | 1 – 2                                                                     | Slovacchia                                                                | Qual. Euro 2020                                                           | 1                                                                         | 77’                                                                       |
| 10-10-2019                                                                | Trnava                                                                    | Slovacchia                                                                | 1 – 1                                                                     | Galles                                                                    | Qual. Euro 2020                                                           | -                                                                         | 86’                                                                       |
| 13-10-2019                                                                | Bratislava                                                                | Slovacchia                                                                | 1 – 1                                                                     | Paraguay                                                                  | Amichevole                                                                | 1                                                                         | 31’                                                                       |
| 16-11-2019                                                                | Fiume                                                                     | Croazia                                                                   | 3 – 1                                                                     | Slovacchia                                                                | Qual. Euro 2020                                                           | 1                                                                         | 72’                                                                       |
| 19-11-2019                                                                | Trnava                                                                    | Slovacchia                                                                | 2 – 0                                                                     | Azerbaigian                                                               | Qual. Euro 2020                                                           | 1                                                                         | 77’                                                                       |
| 4-9-2020                                                                  | Bratislava                                                                | Slovacchia                                                                | 1 – 3                                                                     | Rep. Ceca                                                                 | UEFA Nations League 2020-2021 - 1º turno                                  | -                                                                         | 49’ 65’                                                                   |
| 7-9-2020                                                                  | Netanya                                                                   | Israele                                                                   | 1 – 1                                                                     | Slovacchia                                                                | UEFA Nations League 2020-2021 - 1º turno                                  | -                                                                         | 78’                                                                       |
| 8-10-2020                                                                 | Bratislava                                                                | Slovacchia                                                                | 0 – 0 dts (4 – 2 dtr)                                                     | Irlanda                                                                   | Qual. Euro 2020                                                           | -                                                                         | 107’                                                                      |
| 11-10-2020                                                                | Glasgow                                                                   | Scozia                                                                    | 1 – 0                                                                     | Slovacchia                                                                | UEFA Nations League 2020-2021 - 1º turno                                  | -                                                                         | 76’                                                                       |
| 14-10-2020                                                                | Trnava                                                                    | Slovacchia                                                                | 2 – 3                                                                     | Israele                                                                   | UEFA Nations League 2020-2021 - 1º turno                                  | -                                                                         | 71’                                                                       |
| 24-3-2021                                                                 | Nicosia                                                                   | Cipro                                                                     | 0 – 0                                                                     | Slovacchia                                                                | Qual. Mondiali 2022                                                       | -                                                                         | 60’                                                                       |
| 27-3-2021                                                                 | Trnava                                                                    | Slovacchia                                                                | 2 – 2                                                                     | Malta                                                                     | Qual. Mondiali 2022                                                       | -                                                                         | 46’                                                                       |
| 1-6-2021                                                                  | Ried im Innkreis                                                          | Bulgaria                                                                  | 1 – 1                                                                     | Slovacchia                                                                | Amichevole                                                                | -                                                                         | 46’                                                                       |
| 1-9-2021                                                                  | Lubiana                                                                   | Slovenia                                                                  | 1 – 1                                                                     | Slovacchia                                                                | Qual. Mondiali 2022                                                       | 1                                                                         | 76’                                                                       |
| 4-9-2021                                                                  | Bratislava                                                                | Slovacchia                                                                | 0 – 1                                                                     | Croazia                                                                   | Qual. Mondiali 2022                                                       | -                                                                         | 62’ 90+3’                                                                 |
| 7-9-2021                                                                  | Bratislava                                                                | Slovacchia                                                                | 2 – 0                                                                     | Cipro                                                                     | Qual. Mondiali 2022                                                       | -                                                                         | 79’                                                                       |
| 8-10-2021                                                                 | Kazan'                                                                    | Russia                                                                    | 1 – 0                                                                     | Slovacchia                                                                | Qual. Mondiali 2022                                                       | -                                                                         | 64’                                                                       |
| 11-11-2021                                                                | Trnava                                                                    | Slovacchia                                                                | 2 – 2                                                                     | Slovenia                                                                  | Qual. Mondiali 2022                                                       | -                                                                         | 88’                                                                       |
| 14-11-2021                                                                | Ta' Qali                                                                  | Malta                                                                     | 0 – 6                                                                     | Slovacchia                                                                | Qual. Mondiali 2022                                                       | -                                                                         | 77’                                                                       |
| 29-3-2022                                                                 | Murcia                                                                    | Finlandia                                                                 | 0 – 2                                                                     | Slovacchia                                                                | Amichevole                                                                | -                                                                         | 46’                                                                       |
| 3-6-2022                                                                  | Novi Sad                                                                  | Bielorussia                                                               | 0 – 1                                                                     | Slovacchia                                                                | UEFA Nations League 2022-2023 - 1º turno                                  | -                                                                         | 74’ 86’                                                                   |
| 6-6-2022                                                                  | Trnava                                                                    | Slovacchia                                                                | 0 – 1                                                                     | Kazakistan                                                                | UEFA Nations League 2022-2023 - 1º turno                                  | -                                                                         | 71’                                                                       |
| 22-9-2022                                                                 | Trnava                                                                    | Slovacchia                                                                | 1 – 2                                                                     | Azerbaigian                                                               | UEFA Nations League 2022-2023 - 1º turno                                  | -                                                                         | 74’                                                                       |
| 25-9-2022                                                                 | Bačka Topola                                                              | Slovacchia                                                                | 1 – 1                                                                     | Bielorussia                                                               | UEFA Nations League 2022-2023 - 1º turno                                  | -                                                                         | 60’                                                                       |
| 17-11-2022                                                                | Podgorica                                                                 | Montenegro                                                                | 2 – 2                                                                     | Slovacchia                                                                | Amichevole                                                                | -                                                                         | 84’                                                                       |
| 20-11-2022                                                                | Bratislava                                                                | Slovacchia                                                                | 0 – 0                                                                     | Cile                                                                      | Amichevole                                                                | -                                                                         | 80’                                                                       |
| 23-3-2023                                                                 | Trnava                                                                    | Slovacchia                                                                | 0 – 0                                                                     | Lussemburgo                                                               | Qual. Euro 2024                                                           | -                                                                         | 74’                                                                       |
| 17-6-2023                                                                 | Reykjavík                                                                 | Islanda                                                                   | 1 – 2                                                                     | Slovacchia                                                                | Qual. Euro 2024                                                           | -                                                                         | 57’                                                                       |
| 8-9-2023                                                                  | Bratislava                                                                | Slovacchia                                                                | 0 – 1                                                                     | Portogallo                                                                | Qual. Euro 2024                                                           | -                                                                         | 63’                                                                       |
| 11-9-2023                                                                 | Bratislava                                                                | Slovacchia                                                                | 3 – 0                                                                     | Liechtenstein                                                             | Qual. Euro 2024                                                           | -                                                                         |                                                                           |
| 13-10-2023                                                                | Porto                                                                     | Portogallo                                                                | 3 – 2                                                                     | Slovacchia                                                                | Qual. Euro 2024                                                           | -                                                                         | 65’                                                                       |
| 16-10-2023                                                                | Lussemburgo                                                               | Lussemburgo                                                               | 0 – 1                                                                     | Slovacchia                                                                | Qual. Euro 2024                                                           | -                                                                         | 63’ 79’                                                                   |
| 16-11-2023                                                                | Bratislava                                                                | Slovacchia                                                                | 4 – 2                                                                     | Islanda                                                                   | Qual. Euro 2024                                                           | -                                                                         | 89’                                                                       |
| 19-11-2023                                                                | Zenica                                                                    | Bosnia ed Erzegovina                                                      | 1 – 2                                                                     | Slovacchia                                                                | Qual. Euro 2024                                                           | 1                                                                         | 52’ 75’                                                                   |
| 23-3-2024                                                                 | Bratislava                                                                | Slovacchia                                                                | 0 – 2                                                                     | Austria                                                                   | Amichevole                                                                | -                                                                         | 75’                                                                       |
| 26-3-2024                                                                 | Oslo                                                                      | Norvegia                                                                  | 1 – 1                                                                     | Slovacchia                                                                | Amichevole                                                                | -                                                                         | 83’                                                                       |
| 9-6-2024                                                                  | Trnava                                                                    | Slovacchia                                                                | 4 – 0                                                                     | Galles                                                                    | Amichevole                                                                | 1                                                                         | 78’                                                                       |
| 17-6-2024                                                                 | Francoforte sul Meno                                                      | Belgio                                                                    | 0 – 1                                                                     | Slovacchia                                                                | Euro 2024 - 1º turno                                                      | -                                                                         | 70’                                                                       |
| 21-6-2024                                                                 | Düsseldorf                                                                | Slovacchia                                                                | 1 – 2                                                                     | Ucraina                                                                   | Euro 2024 - 1º turno                                                      | -                                                                         | 60’                                                                       |
| 26-6-2024                                                                 | Francoforte sul Meno                                                      | Slovacchia                                                                | 1 – 1                                                                     | Romania                                                                   | Euro 2024 - 1º turno                                                      | -                                                                         | 70’                                                                       |
| 30-6-2024                                                                 | Gelsenkirchen                                                             | Inghilterra                                                               | 2 – 1 dts                                                                 | Slovacchia                                                                | Euro 2024 - Ottavi di finale                                              | -                                                                         | 61’                                                                       |
| 5-9-2024                                                                  | Tallinn                                                                   | Estonia                                                                   | 0 – 1                                                                     | Slovacchia                                                                | UEFA Nations League 2024-2025 - 1º turno                                  | -                                                                         | 55’ 65’                                                                   |
| 8-9-2024                                                                  | Košice                                                                    | Slovacchia                                                                | 2 – 0                                                                     | Azerbaigian                                                               | UEFA Nations League 2024-2025 - 1º turno                                  | -                                                                         | 84’                                                                       |
| 11-10-2024                                                                | Bratislava                                                                | Slovacchia                                                                | 2 – 2                                                                     | Svezia                                                                    | UEFA Nations League 2024-2025 - 1º turno                                  | -                                                                         | 68’                                                                       |
| 19-11-2024                                                                | Bratislava                                                                | Slovacchia                                                                | 1 – 0                                                                     | Estonia                                                                   | UEFA Nations League 2024-2025 - 1º turno                                  | -                                                                         | 46’                                                                       |
| 20-3-2025                                                                 | Bratislava                                                                | Slovacchia                                                                | 0 – 0                                                                     | Slovenia                                                                  | UEFA Nations League 2024-2025 - Play-off                                  | -                                                                         | 78’                                                                       |
| 23-3-2025                                                                 | Lubiana                                                                   | Slovenia                                                                  | 1 – 0 dts                                                                 | Slovacchia                                                                | UEFA Nations League 2024-2025 - Play-off                                  | -                                                                         | 75’                                                                       |
| 10-6-2025                                                                 | Debrecen                                                                  | Israele                                                                   | 1 – 0                                                                     | Slovacchia                                                                | Amichevole                                                                | -                                                                         | 69’                                                                       |
| Totale                                                                    |                                                                           | Presenze                                                                  | 51                                                                        |                                                                           | Reti                                                                      | 7                                                                         |                                                                           |